# Nikko Cordial
Nikko Cordial Corporation est une entreprise japonaise qui fait partie de l'indice TOPIX 100.